# یواس‌اس موزیک (اس‌پی-۱۲۸۸)
یواس‌اس موزیک (اس‌پی-۱۲۸۸) (به انگلیسی: USS Music (SP-1288)) یک کشتی بود که طول آن ۴۱ فوت (۱۲ متر) بود. این کشتی در سال ۱۸۸۰ ساخته شد.